# Oytier-Saint-Oblas
Oytier-Saint-Oblas is een gemeente in het Franse departement Isère (regio Auvergne-Rhône-Alpes). De plaats maakt deel uit van het arrondissement Vienne. Oytier-Saint-Oblas telde op 1 januari 2022 1.733 inwoners. 

## Geografie
De oppervlakte van Oytier-Saint-Oblas bedroeg op 1 januari 2022 14,3 vierkante kilometer; de bevolkingsdichtheid was toen 121,2 inwoners per km².

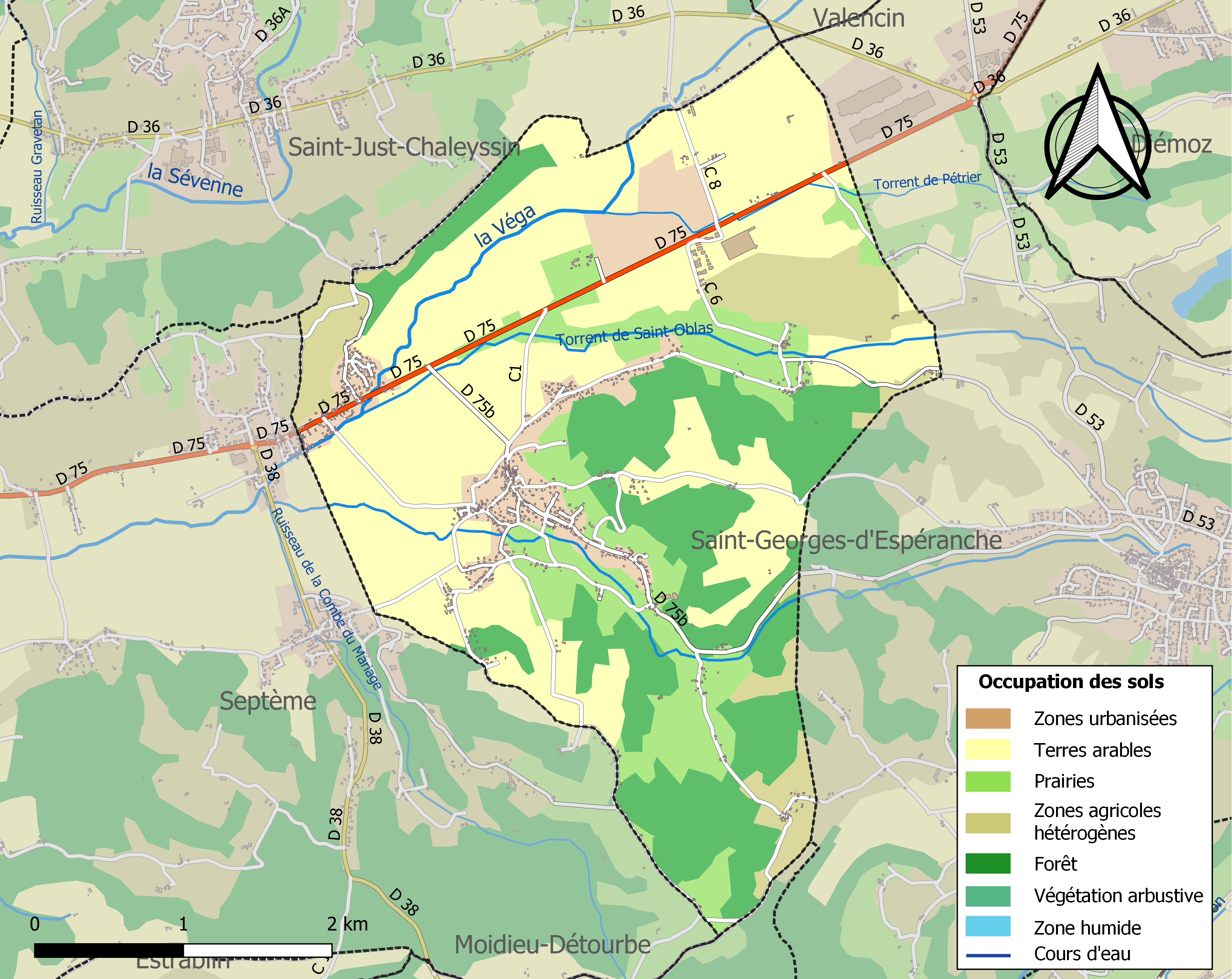
Kaart van de gemeente met de belangrijkste infrastructuur, bodemgebruik en omliggende gemeenten

## Demografie
Onderstaande figuur toont het verloop van het inwonertal (bron: INSEE-tellingen).